# Malé Hoštice

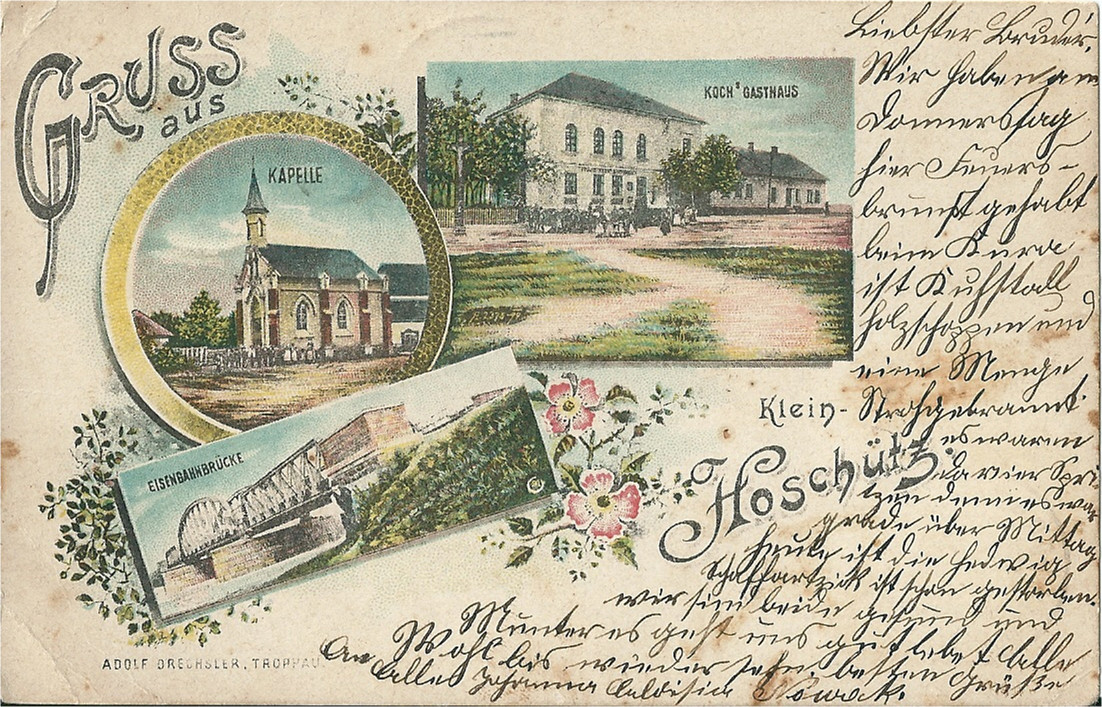
Historische Postkarte aus Klein Hoschütz aus der Jahrhundertwende mit einer Ortsansicht

Malé Hoštice (deutsch: Klein Hoschütz, polnisch Goszczyce Małe) ist ein Stadtteil der Stadt Opava (Troppau) in der Mährisch-Schlesischen Region im Osten der Tschechischen Republik.
Der etwa 5,5 km² große Ortsteil liegt am linken Ufer der Opava (Oppa) und gegenüber der Mündung der Moravice (Mohra), etwa drei Kilometer östlich des Stadtzentrums von Opava.

## Geschichte
Die erste schriftliche Erwähnung erfolgte im Jahre 1222, als der Olmützer Archidiakon Radoslav verfügte, einen Teil der Einkünfte seines Gutes „Hossize“ an das Kloster Velehrad abzugeben.
Bis zur Kreisreform am 1. Januar 1818 im Regierungsbezirk Oppeln gehörte Klein Hoschütz zum Landkreis Leobschütz, anschließend zum Landkreis Ratibor. Durch den Friedensvertrag von Versailles kam die Gemeinde 1920 zur Tschechoslowakei. In Folge des Münchner Abkommens wurde Groß Hoschütz 1938 in das Deutsche Reich umgegliedert. Nach dem Ende des Zweiten Weltkrieges wurde der Ort wieder Teil der Tschechoslowakei. Am 1. Februar 1970 wurde er nach Opava eingemeindet.

## Ortsgliederung
Der Stadtteil Malé Hoštice besteht aus den Ortsteilen Malé Hoštice (Klein Hoschütz) und Pusté Jakartice (Wüst Jakartitz bzw. Klingebeutel). Grundsiedlungseinheiten sind Malé Hoštice, Na studánkách und Pusté Jakartice.
Der Stadtteil bildet einen Katastralbezirk.